# Carretera Vieja Caracas-Los Teques
La Carretera Vieja Caracas-Los Teques es el nombre que recibe una vía de transporte carretero localizada en parte al sur del Municipio Libertador de Caracas y al oeste del Distrito Metropolitano de Caracas y en parte en la jurisdicción del estado Miranda, al centro norte del país sudamericano de Venezuela.
Recibe la denominación de Carretera Vieja por el hecho de que la mayor parte de su tráfico ahora circula por vías de más reciente construcción o por medios de transporte más modernos como el Metro de Los Teques. Por lo que sirve ahora como una vía alternativa o complementaria más que como una vía principal. En otrora fue la única vía que conectaba a Caracas con el Centro y Occidente del país hasta la construcción de vías más modernas como la Carretera Panamericana y la Autopista Regional del Centro.
Conecta la avenida principal de Ruiz Pineda, la carretera Caracas-Los Teques y la carretera Mamera-El Junquito con la calle Real de Antímano y la calle de Atrás de Antímano.
En parte de su recorrido corre paralela a un tramo de la autopista Francisco Fajardo y el Río Guaire. Pasa por los sectores Las Adjuntas (donde nace el río Guaire de la confluencia de los ríos San Pedro y Macarao) y Macarao hasta finalmente desembocar en la ciudad de Los Teques. También en la misma se ubica el INTEVEP.